# The Unbearable Weight of Massive Talent
The Unbearable Weight of Massive Talent (prt: O Peso Insuportável de um Enorme Talento; bra: O Peso do Talento) é um longa metragem estadunidense de ação e comédia lançado em 2022 dirigido por Tom Gormican que co-escreveu o roteiro com Kevin Etten. É estrelado por Nicolas Cage como uma versão fictícia de si mesmo, junto com Pedro Pascal, Sharon Horgan, Ike Barinholtz, Alessandra Mastronardi, Jacob Scipio, Neil Patrick Harris e Tiffany Haddish. As filmagens começaram na Croácia em 5 de outubro de 2020. Dentre as diversas indicações do filme, destaca-se o Critic's Choice Awards de 2023 na categoria de Melhor Comédia.
O filme estreou na South by Southwest em 12 de março de 2022 e foi lançado nos Estados Unidos em 22 de abril de 2022, pela Lionsgate. Recebeu críticas geralmente positivas, com elogios às atuações e química de Cage e Pascal, mas teve um desempenho ruim nas bilheterias, arrecadando apenas US$ 29,1 milhões contra um orçamento de US$ 30 milhões. No Brasil, estreou no Prime Video em 28 de outubro de 2022.

## Elenco
- Nicolas Cage em uma versão ficcional de si mesmo.
  - Cagetambém retrata Nicky Cage (creditado pelo nome de nascimento de Cage, Nicolas Kim Coppola), uma invenção da imaginação de Cage, visto como uma versão mais jovem de si mesmo. O personagem é baseado na infame aparição do ator no talk show Wogan enquanto promovia Wild at Heart[7]
- Pedro Pascal  como Javi Gutierrez, um bilionário e superfã de Cage que paga a ele US$ 1 milhão para aparecer em sua festa de aniversário.
- Sharon Horgan  como Olivia Henson, ex-mulher de Cage.
- Lily Mo Sheen  como Addy Cage, filha de Cage.
- Tiffany Haddish  como Vivian Etten, um agente da CIA e parceiro de Martin.
- Ike Barinholtz  como Martin Etten, um agente da CIA e parceiro de Vivian.
- Alessandra Mastronardi  como Gabriela, assistente de Javi.
- Paco León  como Luc como Gutierrez, primo de Javi.
- Jacob Scipio  como Carlos, um dos homens de Lucas.
- Neil Patrick Harris  como Richard Fink, Agente de Cage.
- Katrin Vankova  como Maria, a vítima de sequestro
- David Gordon Green  como ele mesmo, um diretor de cinema.
- Demi Moore  como "Olivia Cage", A ex-esposa fictícia de Cage no filme.
- Anna MacDonald  como "Addy Cage", A filha fictícia de Cage no filme.
- Joanna Bobin  como Cheryl, Terapeuta de Cage.

## Produção
Cage interpreta uma versão fictícia de si mesmo, ele afirmou ter pouca semelhança com sua personalidade real fora da tela. Ele originalmente recusou o papel "três ou quatro vezes", mas mudou de ideia depois que o roteirista e diretor Tom Gormican lhe escreveu uma carta pessoal. Em 15 de novembro de 2019, a Lionsgate adquiriu os direitos de produção. Em agosto de 2020, Pedro Pascal entrou em negociações para estrelar. Em setembro de 2020, Sharon Horgan e Tiffany Haddish se juntaram ao elenco, e Lily Sheen foi adicionada em outubro. Em novembro de 2020, Neil Patrick Harris se juntou ao elenco.
As filmagens começaram em 5 de outubro de 2020. A maior parte do filme foi filmada na Hungria, com algumas áreas ao redor da cidade de Dubrovnik. Mark Isham compôs a trilha sonora.
Em uma cena, Cage e Javi fogem de dois homens que acreditam estar os espionando, e então esbarram nos dois homens novamente mais tarde. Os dois primeiros atores que interpretaram esses homens não estavam disponíveis quando filmaram o final da cena, então foram substituídos por outros dois atores que pareciam semelhantes e usavam as mesmas roupas.

## Lançamento
Nos Estados Unidos, o filme foi lançado nos cinemas em 22 de abril de 2022. Na Nova Zelândia, foi lançado em 17 de abril. Foi originalmente programado para ser lançado em 19 de março de 2021. Ele estreou no festival de cinema da South by Southwest em 12 de março de 2022. O filme foi lançado para STARZ em 21 de outubro de 2022, 6 meses após seu lançamento nos cinemas. No Brasil, estreou no Prime Video em 28 de outubro de 2022.

## Recepção

### Bilheteria
The Unbearable Weight of Massive Talent arrecadou US$20,3 milhões nos Estados Unidos e Canadá e US$ 8,8 milhões em outros territórios, totalizando mundialmente US$ 29,1 milhões.

### Resposta da Crítica
No site agregador de críticas, Rotten Tomatoes, 87% das 305 críticas dos críticos são positivas, com uma classificação média de 7,2/10. O consenso do site diz: "Inteligente, engraçado e extremamente criativo, The Unbearable Weight of Massive Talent apresenta Nicolas Cage na forma de Peak Gonzo - e ele é igualado pela performance de roubo de cena de Pedro Pascal". Metacritic, que usa uma média ponderada, atribuiu ao filme uma pontuação de 68 em 100, com base em 52 críticos, indicando "críticas geralmente favoráveis". O público entrevistado pelo CinemaScore deu ao filme uma nota média de "B+" em uma escala de A+ a F, enquanto os do PostTrak deram uma pontuação positiva de 82%, com 66% dizendo que definitivamente o recomendariam.